# Decazeville Communauté
Die Decazeville Communauté ist ein französischer Gemeindeverband mit der Rechtsform einer Communauté de communes im Département Aveyron in der Region Okzitanien. Sie wurde am 25. Oktober 2016 gegründet und umfasst zwölf Gemeinden. Der Verwaltungssitz befindet sich im Ort Decazeville.

## Historische Entwicklung
Der Gemeindeverband entstand mit Wirkung vom 1. Januar 2017 durch die Fusion der Vorgängerorganisationen
- Communauté de communes du Bassin de Decazeville Aubin und
- Communauté de communes de la Vallée du Lot.

## Mitgliedsgemeinden
| Gemeinde               | Einwohner 1. Januar 2022 | Fläche km² | Dichte Einw./km² | Code INSEE | Postleitzahl |
| ---------------------- | ------------------------ | ---------- | ---------------- | ---------- | ------------ |
| Almont-les-Junies      | 438                      | 23,75      | 18               | 12004      | 12300        |
| Aubin                  | 3.465                    | 27,23      | 127              | 12013      | 12110        |
| Boisse-Penchot         | 515                      | 4,64       | 111              | 12028      | 12300        |
| Bouillac               | 368                      | 8,20       | 45               | 12030      | 12300        |
| Cransac-les-Thermes    | 1.464                    | 6,91       | 212              | 12083      | 12110        |
| Decazeville            | 5.025                    | 13,88      | 362              | 12089      | 12300        |
| Firmi                  | 2.333                    | 29,13      | 80               | 12100      | 12300        |
| Flagnac                | 1.081                    | 12,93      | 84               | 12101      | 12300        |
| Livinhac-le-Haut       | 1.102                    | 10,97      | 100              | 12130      | 12300        |
| Saint-Parthem          | 406                      | 20,43      | 20               | 12240      | 12300        |
| Saint-Santin           | 517                      | 22,78      | 23               | 12246      | 12300        |
| Viviez                 | 1.214                    | 6,53       | 186              | 12305      | 12110        |
| Decazeville Communauté | 17.928                   | 187,38     | 96               | –          | –            |